# سیارک ۱۷۸۲۱
سیارک ۱۷۸۲۱ (به انگلیسی: 17821 Bolsche، نامگذاری:1998FC127) هفده هزار و هشتصد و بیست و یکمین سیارک کشف شده‌است که در ۳۱ مارس ۱۹۹۸ کشف شد.
قدر مطلق سیارک برابر ۱۵٫۰۰ است.